# Chikindzonot
Chikindzonot är en ort i Mexiko.   Den ligger i kommunen Chikindzonot och delstaten Yucatán, i den östra delen av landet, 1 100 km öster om huvudstaden Mexico City. Chikindzonot ligger 30 meter över havet och antalet invånare är 2 699.
Terrängen runt Chikindzonot är mycket platt. Runt Chikindzonot är det glesbefolkat, med 9 invånare per kvadratkilometer. Chikindzonot är det största samhället i trakten. I omgivningarna runt Chikindzonot växer i huvudsak städsegrön lövskog.